# Ian Tyson

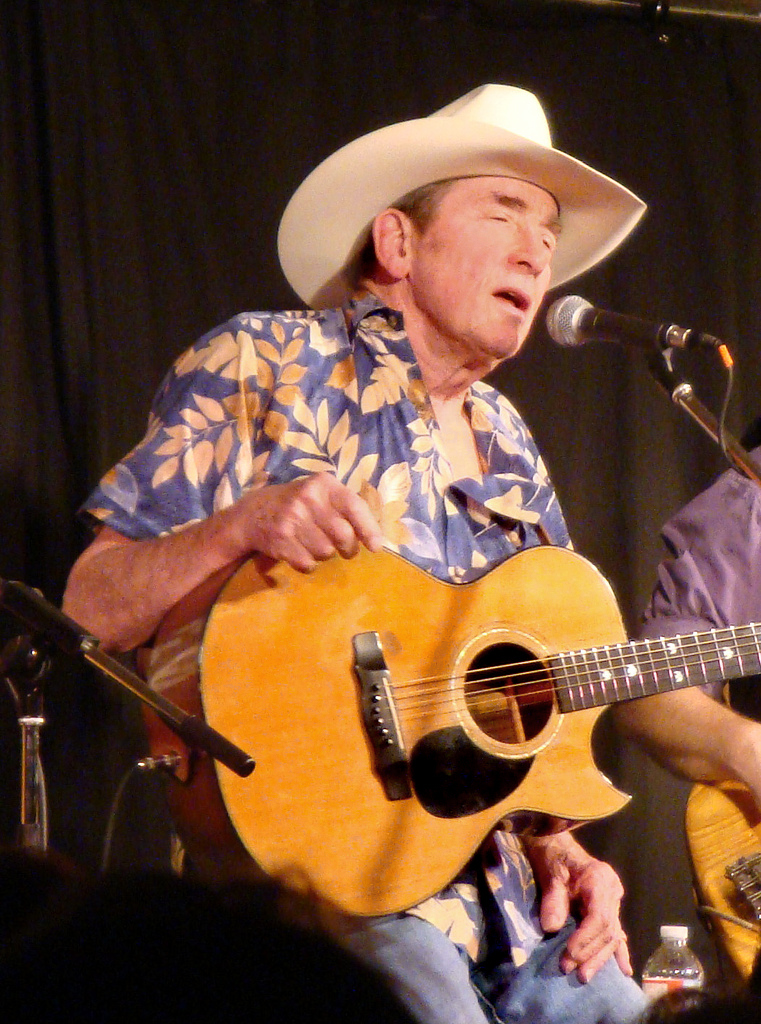
Ian Tyson (1976)

Ian Tyson, CM, AOE (* 25. September 1933 in Victoria, British Columbia; † 29. Dezember 2022 bei Longview, Alberta) war ein kanadischer Country- und Folk-Sänger, der sich mit moderner Cowboy-Musik einen Namen gemacht hat.

## Anfänge
Ian Tyson begann als Rodeo-Reiter und kam erst verhältnismäßig spät zur Musik. 1961 lernte er die Folk-Sängerin Sylvia Fricker kennen. Gemeinsam bildeten sie das erfolgreiche Duo Ian & Sylvia, das viele Jahre lang in der Folk-Szene eine führende Rolle spielte. 
In dieser Zeit schrieb er seinen größten Hit, Four Strong Winds, der von zahlreichen Musikern gecovert wurde. 1964 heirateten die beiden. Die Ehe hielt über zehn Jahre. Nach der Trennung arbeitete Ian eine Zeit lang alleine weiter, zog sich dann aber Ende der siebziger Jahre aus dem Musikgeschäft zurück und begann ein neues Leben als Rancher in der kanadischen Provinz Alberta.

## Karriere als Country-Musiker
Seine zweite Karriere begann 1983, als er Old Corrals And Sagebrush einspielte, ein Album, das stark von seinen Erfahrungen als Rancher geprägt wurde. Seine "Cowboysongs" wurden vom Publikum überraschend gut aufgenommen, und so folgte 1986 das von den Kritikern hoch bewertete Album Cowboygraphy. Ian Tyson schrieb die meisten seiner Songs selbst, in einigen Fällen gemeinsam mit Tom Russell. Seine Lieder handeln vom Leben im amerikanischen Westen, seiner kanadischen Heimat und natürlich von den von ihm über alles geliebten Pferden. Einer seiner schönsten Songs – Adelita Rose – ist seiner Tochter gewidmet.
Obwohl ihm der ganz große kommerzielle Erfolg versagt blieb, produzierte Ian in zwei- oder dreijährigen Abständen für eine treue Fangemeinde hochwertige Alben. Seine angenehme, unaufdringliche Stimme, die sorgfältigen Arrangements und die einfühlsamen Texte heben seine Musik weit aus der Masse üblicher Country-Produktionen aus Nashville heraus.

## Alben
- 1983: Old Corrals And Sagebrush
- 1984: Ian Tyson
- 1986: Cowboyography
- 1989: I Outgrew The Wagon
- 1991: And Stood There Amazed
- 1994: Eighteen Inches Of Rain
- 1996: All The Good 'Uns (Sampler)
- 1999: Lost Herd
- 2003: Live At Longview
- 2005: Songs from the Gravel Road
- 2008: Yellowhead to Yellowstone
- 2012: Raven Singer
- 2013: All The Good 'Uns, Vol. 2
- 2015: Carnero Vaquero